# Arthur Vermeeren
Arthur Denis Vermeeren (* 7. února 2005) je belgický profesionální fotbalista, který hraje na pozici záložníka za španělský klub Atlético Madrid a belgický národní tým.

## Klubová kariéra

### Royal Antverpy

#### Sezóna 2022/23
Vermeeren debutoval v dresu Royalu Antverpy jako náhradník ve druhém poločase zápasu Evropské konferenční ligy UEFA 2022/23 doma v Antverpách na Bosuilstadionu při výhře 2:0 ve druhém utkání proti Lillestrømu SK 11. srpna 2022. Médiím po svém debutu řekl, že si lepší debut nedokázal představit. Dostalo se mu pochvaly od trenéra Marka van Bommela, který řekl: „Arthur je chytrý fotbalista, je zábavné s ním pracovat. Touží se učit a ukázat, že umí hrát. Dostane tedy nějaký herní čas. Myslím, že se mu to líbilo. Je hezké to vidět.“
V dubnu 2023 nastoupil Vermeeren ve finále Belgického poháru, když Antverpy porazily KV Mechelen 2:0. Dne 14. května vstřelil svůj první gól za Antverpy při výhře 3:2 nad Clubem Bruggy v play-off o ligový titul.

#### Sezóna 2023/24
Dne 23. července 2023 nastoupil Vermeeren v Belgickém Superpoháru, když Antverpy porazily KV Mechelen na pokutové kopy. Dne 19. září debutoval v Lize mistrů při porážce 0:5 s Barcelonou. Dne 13. prosince vstřelil svůj první gól v Lize mistrů při vítězství 3:2 v odvetném utkání proti stejnému soupeři. Vermeeren byl za svůj výkon vyhlášen mužem zápasu a v pozápasovém rozhovoru novinářům řekl: „Dnes se mi splnil sen. Jsem velmi šťastný a doufám, že na mě bude moje rodina hrdá.“ Vermeeren zakončil sezónu v Antverpách s bilancí 8 gólů a asistencí ve 32 zápasech ve všech soutěžích. Před svým odchodem z klubu odehrál za Antverpy 64 po sobě jdoucích zápasů ve všech soutěžích, během kterých odehrál 99,4 % herního času.

### Atlético Madrid
Dne 26. ledna 2024 se Vermeeren připojil ke klubu La Ligy Atlético Madrid a podepsal zde smlouvu na šest a půl roku. Dohoda údajně zahrnovala přestupový poplatek ve výši 18 milionů eur.

## Reprezentační kariéra
Vermeeren hrál za belgické mládežnické týmy. Představil se v zápasech za Belgii U17 na Mistrovství Evropy ve fotbale do 17 let 2022. Dne 13. října 2023 debutoval v seniorském belgickém národním týmu, když v 87. minutě nastoupil z lavičky, aby nahradil Johana Bakayoka, při venkovní výhře 3:2 nad Rakouskem během kvalifikace na Mistrovství Evropy ve fotbale 2024.

## Statistiky

### Klubové
Platí k zápasu hranému 31. ledna 2024.
| Klub              | Sezóna            | Liga                        | Liga   | Liga | Národní pohár | Národní pohár | Kontinentální | Kontinentální | Ostatní | Ostatní | Celkově | Celkově |
| Klub              | Sezóna            | Soutěž                      | Zápasy | Góly | Zápasy        | Góly          | Zápasy        | Góly          | Zápasy  | Góly    | Zápasy  | Góly    |
| ----------------- | ----------------- | --------------------------- | ------ | ---- | ------------- | ------------- | ------------- | ------------- | ------- | ------- | ------- | ------- |
| Royal Antverpy II | 2022/23           | Belgian National Division 1 | 6      | 1    | —             | —             | —             | —             | —       | —       | 6       | 1       |
| Royal Antverpy    | 2022/23           | Jupiler Pro League          | 26     | 1    | 6             | 0             | 2             | 0             | 0       | 0       | 34      | 1       |
| Royal Antverpy    | 2023/24           | Jupiler Pro League          | 21     | 1    | 2             | 0             | 7             | 0             | 1       | 0       | 31      | 1       |
| Royal Antverpy    | Celkově           | Celkově                     | 47     | 2    | 8             | 0             | 9             | 0             | 1       | 0       | 65      | 2       |
| Atlético Madrid   | 2023/24           | La Liga                     | 1      | 0    | 0             | 0             | 0             | 0             | —       | —       | 1       | 0       |
| Celkově v kariéře | Celkově v kariéře | Celkově v kariéře           | 54     | 3    | 8             | 0             | 9             | 0             | 1       | 0       | 72      | 3       |

### Reprezentační
Platí k zápasu hranému 15. listopadu 2023.
| Národní tým | Rok     | Zápasy | Góly |
| ----------- | ------- | ------ | ---- |
| Belgie      | 2023    | 2      | 0    |
| Celkově     | Celkově | 2      | 0    |

## Úspěchy
Royal Antverpy
- Jupiler Pro League: 2022/23
- Belgický pohár: 2022/23
- Belgický Superpohár: 2023

Individuální
- Mladý hráč roku hrající v Belgii: 2022/23
- Nejlepší mladý Belgičan roku: 2023